# Paul Weber
Pour les articles homonymes, voir Weber.
Paul Weber, né le 19 janvier 1823 à Darmstadt et mort le 12 octobre 1916  à Munich, est un peintre hessois, dont le style évolua à partie des années 1880 vers une forme de naturalisme magique et fantastique, puisant dans la renaissance allemande. Weber faisait partie de l’Hudson River School, un groupe informel de peintres du XIXe siècle pratiquant une peinture romantique, baignée d’une lumière radieuse.

## Biographie
Paul Weber entre en 1842 à l'École Städel de Francfort-sur-le-Main, nouvellement construite, où il a notamment pour professeur Jakob Becker. Il travaille ensuite, avec un succès variable, dans les villes de Paris, Munich et Anvers, ainsi qu'aux États-Unis. Dans les années 1850, il vit à Philadelphie.
Sa réputation et son talent sont bien établis après une exposition de trente de ses toiles à Munich. En dépit de ses études, qui le mettent en contact avec les grands maîtres de l'époque, son style reste assez imperméable aux idées modernes. La peinture de Paul Weber est davantage influencée par la jeunesse de l'artiste et sa région natale, où il juge la vie simple et idyllique, et par les premiers maîtres américains, en particulier William Stanley Haseltine, Edward Moran et William Trost Richards (école de l'Hudson).

## Œuvres dans les musées
- Wooded landscape with Lake and Mountains, Metropolitan Museum of Art, New York
- Forest scene, The Walters Art Museum, Baltimore
- Studie, Neue Pinakothek, München
- Oberhessische Kinder, 1868, Hessisches Landesmuseum